# Жигунов, Сергей Викторович
Серге́й Ви́кторович Жигуно́в (род. 2 января 1963, Ростов-на-Дону) — советский и российский актёр кино, телевидения и дубляжа, кинорежиссёр, сценарист, кинопродюсер и телеведущий. Заслуженный артист Российской Федерации (1995). Президент «Гильдии актёров кино России» с 2000 года по 2004 год. Член партии «Единая Россия» (с 2003 года).

## Биография
Сергей Жигунов родился 2 января 1963 года в Ростове-на-Дону в актёрской семье. После восьмого класса был отчислен из средней школы за плохое поведение. Учился в ростовских средних школах — сначала в школе № 20, потом в школе № 75, а также в музыкальной школе имени Н. А. Римского-Корсакова. Участвовал в одном из школьных ансамблей, играл на гитаре и пел. Много читал. Первой заинтересовавшей его книгой стала «История Древней Греции». Потом последовали произведения Фенимора Купера, Александра Дюма, а в старших классах он зачитывался О. Генри, Ремарком и Хемингуэем.
Впервые поступил в Высшее театральное училище имени Б. В. Щукина в 1980 году, но вскоре был отчислен за «профнепригодность», так как стал сниматься в кино и почти забросил учёбу. Вернувшись в Ростов-на-Дону, играл в Ростовском театре юного зрителя. Спустя год, в 1982 году, восстановился в Щукинском училище уже на другом курсе (художественный руководитель курса — Марианна Рубеновна Тер-Захарова) и в 1986 году окончил его.
Во время прохождения проб к фильму «Гардемарины, вперёд!» (1987) был призван на военную службу в рядах Советской армии, и чтобы актёр мог участвовать в съёмках, его зачислили в 11-й отдельный кавалерийский полк, в Алабино Московской области, где и проходил службу. На съёмках этой картины Жигунов получил серьёзную травму, из-за чего его роль пришлось озвучивать Олегу Меньшикову, так как Сергей находился в госпитале. Постановщик фехтовальных боёв на «Гардемаринах» Владимир Балон в одном из интервью рассказал об этом: «Один раз я чуть не лишил глаза Жигунова. Есть в фехтовании прописные истины. Одна из них: никогда не отбивать шпагу вверх. Он это сделал. Моя шпага попала ему в глаз. Угоди рапира чуть ниже, он бы остался без глаза. А чуть глубже — может, его бы и не было».
Успех «Гардемаринов» принёс и новые проекты. В 1988 году он снялся в военном фильме «Пилоты», в 1989 году — в экранизации романа И. Тургенева «Поездка в Висбаден», в 1990 году — в «Подземелье ведьм».
Продолжение истории про гардемаринов вышло в 1991 году. Это был двухсерийный фильм «Виват, гардемарины!», которого поклонники ждали с нетерпением. Популярность Жигунова возросла ещё больше.
А в 1992 году в третьей части про гардемаринов актёра уже не было. Светлана Дружинина позже раскрыла, что с Жигуновым у неё был конфликт, и с первых съёмочных дней он якобы потрепал изрядно нервы ей и всей съёмочной группе. Когда в 2020 году Дружинина приступила к работе над новыми «Гардемаринами», то Жигунова не пригласила.
В 1992 году одна из главных ролей досталась Жигунову в приключенческом фильме «Сердца трёх» по мотивам романа Джека Лондона, продюсером которой он выступил. В том же году Сергей появился в фильме «Ричард Львиное Сердце» в роли рыцаря Кеннета, а в следующем году снялся во второй части ленты «Сердца трёх».
А вскоре занялся продюсированием телесериалов «Королева Марго» (1997) и «Графиня де Монсоро» (1997). В дальнейшем он не только продюсировал, но и писал сценарии, например, к фильмам «Три мушкетёра» (2013) и «Гастролёры» (2016), а также попробовал себя в качестве режиссёра («Три мушкетёра»). В продюсерском кейсе Жигунова — десятки фильмов, в некоторых из них он также снимался: «Пан или пропал» (2003), «Кадеты» (2005), «Шекспиру и не снилось» (2007), «Пираньи» (2011), «Однажды в Ростове» (2012) и других.
В 2004 году на СТС вышел телесериал «Моя прекрасная няня», в котором Сергей Жигунов исполнил роль известного продюсера Максима Шаталина. Успех ситкома оказался бешеным, и актёр испытал новую волну популярности, а проектов с его участием после этого значительно прибавилось.
Также Жигунов в 2004 году снялся в фильме «Игра на выбывание», в 2005 году — в телесериале «Звезда эпохи». Затем были успешными проекты «Счастье по контракту» (2010), «Однажды в Ростове» (2012), «Торговый центр» (2013).
В 2023 году он исполнил одну из главных ролей в сериале «Всем по 50».

## Другие проекты
Сергей Жигунов был приглашён в качестве телеведущего передачи «Киносерпантин» в 1991 году. В каждом выпуске он общался со знаменитостями. 8 марта 1991 года для передачи «Киносерпантин» взял интервью у певца Игоря Талькова.
Также он вёл такие программы, как «Знай наших», «Кинозвезда». В 1998 году в Техасе на съёмочной площадке телесериала «Крутой Уокер: Правосудие по-техасски» взял интервью у Чака Норриса для своей телепередачи «Кинозвезда». Чак Норрис рассказал об «Уокере», своих фильмах, характере героев, о карьере, о боевых искусствах, программе KickStart (Выбьем наркотики из Америки) и об известных людях, с которыми работал. В интервью включено несколько отрывков из фильмов «Одинокий волк Маккуэйд», «Кодекс молчания», «Путь дракона», «Буян! Буян!», «Ликвидатор» и «Уокер, техасский рейнджер».
C 1990 года — генеральный директор TO «Шанс» киноконцерна «Мосфильм». В настоящее время является генеральным директором ООО «Прайм-тайм», ООО «Продюсерский центр Сергея Жигунова», ООО «Студия 7».
С 1992 года — член Союза кинематографистов РФ. С 1997 года по 1998 год был заместителем Генерального продюсера телеканала «ТВ Центр». С 1998 года был руководителем студии «Свет». В 1999 год стал президентом Фестиваля телевизионного кино «Созвездие» (Архангельск), а также продюсером студии «Пеликан». С 2000 года по 2005 год — президент «Гильдии актёров кино России». С 2002 года по 2005 год — секретарь Союза кинематографистов РФ. С 2003 года по 2006 год — член Совета по культуре и искусству при Президенте РФ. В феврале 2009 года стал советником по идеологии и рекламе Федерального агентства по рыболовству РФ.
Приглашался в жюри КВН. В 2006 году в дуэте с Лаймой Вайкуле занял третье место в шоу «Две звезды» на «Первом канале».
Учредил Благотворительный фонд социальной реабилитации актёров кино России «Созвездие». В январе 2014 года фонд был исключён из Единого государственного реестра юридических лиц в связи с прекращением деятельности.
В детстве Сергей Жигунов мечтал стать мушкетёром, и воплощением этой мечты стала работа над многосерийным телевизионным фильмом «Три мушкетёра» (2013), ставшим его режиссёрским дебютом. Фильм является новой экранизацией романа «Три мушкетёра» Александра Дюма, премьера которой в России состоялась 3 января 2014 года на «Первом канале»

## Общественная и политическая деятельность
В 2000—2004 годах Сергей Жигунов был президентом «Гильдии актёров кино России». Был членом и учредителем Российской партии жизни. В 2003 году вступил в политическую партию «Единая Россия». Входил в Совет по культуре и искусству при Президенте РФ. В 2014 году высказывал одобрение деятельности Владимира Путина и Государственной Думы РФ VI созыва.
В августе 2021 года в период выборов в Госдуму был назначен советником председателя партии «Новые люди» по культуре.
В 2022 году поддержал вторжение России на Украину.
С 15 января 2023 года внесён в санкционный список Украины, лиц «которые публично призывают к агрессивной войне, оправдывают и признают законной вооруженную агрессию РФ против Украины, временную оккупацию территории Украины». Предполагается блокировка активов на территории страны, приостановка выполнения экономических и финансовых обязательств, прекращение культурных обменов и сотрудничества, лишение украинских госнаград.
В ноябре 2024 года завил, что 50 российских режиссёров отказались снимать продюсируемый Жигуновым сериал про Донбасс.

## Банкротство и финансовые затруднения
28 ноября 2016 года Арбитражный суд Москвы зарегистрировал заявление бизнесмена Сергея Обидина о признании Сергея Жигунова банкротом.
10 февраля 2017 года Сергей Обидин обратился в Арбитражный суд Москвы с заявлением о банкротстве ООО «Прайм-тайм» (компании, генеральным директором и участником которой является Сергей Жигунов).
С октября 2016 года Арбитражный суд Москвы зарегистрировал несколько исков различных индивидуальных предпринимателей, а также крупных компаний (ОАО «Российские железные дороги») к ООО «Продюсерский центр Сергея Жигунова», свидетельствующих о регулярном невыполнении своих обязательств со стороны указанной компании. На сегодняшний день большинство этих исков удовлетворено.
19 февраля 2018 года Арбитражный суд Москвы принял к производству заявление АО «Объединённые русские киностудии» о признании банкротом ООО «Январь Продакшн» — компании, 100 % уставного капитала которой принадлежит Сергею Жигунову.

## Семья
Отец — Виктор Павлович Жигунов, преподаватель политэкономии, был ведущим актёром театра Дворца культуры завода «Ростсельмаш», на сцене которого играл роль Деда Мороза на новогодних ёлках.
Мать — Галина Ивановна Жигунова (род. 1944), была актрисой (выпускница Щукинского училища), с 2005 года является главным режиссёром Театра юного зрителя в городе Сергиев Посад.
Был дважды женат (с 1985 по март 2007 года и с 6 октября 2009 по октябрь 2020 года) на Вере Семёновне Новиковой (род. 6 октября 1958), актрисе Театра имени Евгения Вахтангова.
Дочь — Мария Жигунова (род. 5 сентября 1990), снималась в фильмах: «Раздетые» (1998) и «Вовочка» (2002).
Падчерица — Анастасия (род. 1980), дочь Веры Новиковой от предыдущего брака, которую Сергей Жигунов воспитывал как родную и называет дочерью. Анастасия имеет дочь Юлию (род. 2008).
С марта 2021 женат на журналистке Виктории Ворожбит.

## Награды и достижения
Государственные награды
- Заслуженный артист Российской Федерации (28 декабря 1995) — за заслуги в области искусства[38]
- Орден Дружбы (1 августа 2005) — за заслуги в области культуры и искусства, многолетнюю плодотворную деятельность[39]
- Орден Почёта (14 августа 2014) — за большие заслуги в развитии отечественной культуры и искусства, телерадиовещания, печати, связи и многолетнюю плодотворную деятельность[40]

Общественные награды
- Отмечен призом Гильдии актёров кино России «За творческую инициативу и вклад в развитие отечественного кинематографа» (КФ «Созвездие-1997»)
- «Принцесса на бобах», 1997: специальный приз на кинофестивале «Окно в Европу», Выборг
- Гран-при на кинофестивале «Виват, кино России», Санкт-Петербург
- Приз за лучшую мужскую роль — бизнесмена Дмитрия Ивановича Пупкова в лирической мелодраме «Принцесса на бобах» — на V Фестивале русского кино в Онфлёре (Франция) в ноябре 1997 года[41]
- Премия главных редакторов Видео-1997 «Лучший продюсер года»
- Диплом VIII Международного фестиваля актёров кино «Созвездие»
- Гран-при Ялтинского МКФ, телесериалы «Графиня де Монсоро» (1997), «Что сказал покойник» (1997), «Седьмое кольцо колдуньи», «Новый год в ноябре», к/к «Раздетые» (1997), «Луной был полон сад» (2000)
- Приз «Серебряный Георгий» и Приз зрительских симпатий на XXII ММКФ
- Гран-при XXV Международного телефестиваля «Золотой ларец» в Пловдиве, Болгария
- Приз «Золотая Нимфа» на 41-го Телевизионного фестиваля в Монте-Карло

## Творчество

### Фильмография

#### Актёр
- 1983 — Признать виновным — Андрей
- 1983 — Клятвенная запись (ТВ) — Свечин
- 1984 — Шанс — Александр Грубин (в молодости)
- 1984 — Два гусара — Михаил Васильевич Ильин
- 1985 — Страховой агент — парень в вагоне метро (в титрах не указан)
- 1985 — Внимание! Всем постам... — милиционер, напарник Виктора Кольцова
- 1985 — Валентин и Валентина — Карандашов, студент, знакомый Валентина
- 1986 — По главной улице с оркестром — Жигунов, лейтенант милиции
- 1986 — Последняя дорога — корнет Чичерин
- 1986 — Завещание — Иван Егорович Крылов (в молодости)
- 1987 — Гардемарины, вперёд! — Александр Белов, гардемарин (озвучил Олег Меньшиков)
- 1988 — Пилоты / Piloti — Владимир Матюхин, лётчик
- 1989 — Поездка в Висбаден — Дмитрий Санин, молодой русский помещик
- 1990 — Подземелье ведьм — Андрей Брюс, инспектор-этнолог (озвучил Владимир Антоник)
- 1991 — Сексказка — Макс
- 1991 — Виват, гардемарины! — Александр Белов, гардемарин (озвучил Александр Домогаров)
- 1992 — Сердца трёх — Генри Морган
- 1992 — Алмазы шаха —
- 1992 — Ричард Львиное Сердце — рыцарь Кеннет
- 1993 — Рыцарь Кеннет — рыцарь Кеннет
- 1993 — Сердца трёх 2 — Генри Морган
- 1997 — Принцесса на бобах — Дмитрий Иванович Пупков, успешный «новый русский» бизнесмен, «внук лавочника»
- 1997 — Королева Марго — Аннибал де Коконнас, граф
- 2001 — 2002 — Ниро Вульф и Арчи Гудвин — Арчи Гудвин, сыщик, помощник нью-йоркского частного детектива Ниро Вульфа
- 2002 — Вовочка — генерал Карбышев
- 2003 — Пан или пропал — Дмитрие́вич, террорист по прозвищу «Веласкес»
- 2003 — Убить вечер — Виктор, фальшивомонетчик
- 2004 — 2009 — Моя прекрасная няня — Максим Викторович Шаталин, известный продюсер
- 2004 — Игра на выбывание — Илья Борисович Молотов, банкир, житель дома
- 2004 — Новые приключения Ниро Вульфа и Арчи Гудвина — Арчи Гудвин, сыщик, помощник нью-йоркского частного детектива Ниро Вульфа
- 2005 — Звезда эпохи — Анатолий Седов, военный лётчик
- 2005 — Кадеты — преподаватель истории
- 2006 — Мой генерал — Фёдор Фёдорович Тучков, полковник ФСБ
- 2007 — Саквояж со светлым будущим — Марков
- 2007 — Шекспиру и не снилось — Мавродий, вор-домушник
- 2008 — Новая Земля — полковник
- 2008 — Завещание ночи — губернатор
- 2009 — Десять зим / Dieci inverni — Фёдор, русский режиссёр
- 2010 — Рита — Андрей Сергеевич, олигарх
- 2010 — Счастье по контракту — Сергей Одинцов, олигарх
- 2010 — Откройте, это я — Владимир Николаевич / Оскар
- 2011 — Пираньи — Виктор Сергеевич Лесницкий
- 2012 — О нём — Денис
- 2012 — Однажды в Ростове — Сергей Николаевич Колесников, майор КГБ
- 2012 — Вероника. Потерянное счастье — Константин Парменков
- 2013 — Торговый центр — Эдуард Фадеев, владелец торгового центра
- 2013 — Вероника. Беглянка — Константин Парменков
- 2013 — Дело чести — Вадим Евгеньевич Садальский, олигарх
- 2014 — Тайна четырёх принцесс — Зигфрид, король
- 2014 — Узнай меня, если сможешь — Войцеховский, мошенник, отец Алисы
- 2014 — Профессионал — Антон Сергеевич Чуб, международный торговец оружием (аллюзия на Виктора Бута)
- 2014 — Склифосовский 3 — Александр, бизнесмен, бывший любовник Марины Нарочинской
- 2015 — Избранница — Виктор
- 2016 — Беглые родственники — Борис Чуйкин, беглый олигарх, отец Дмитрия и Екатерины, муж Ларисы
- 2016 — Шакал — Дмитрий Алексеевич Ткач, подполковник ОБХСС
- 2018 — Сиделка — Борис Васильевич Клишин, партнёр по бизнесу Анатолия Павловича Шубина и друг его семьи
- 2018 — Динозавр — начальник УФСИН
- 2021 — По колено — камео

#### Режиссёр
- 2013 — Три мушкетёра
- 2013 — 2021 — Горюнов (совместно с Мирославом Маличем и Владимиром Балкашиновым)

#### Сценарист
- 2013 — Три мушкетёра
- 2016 — Гастролёры (участие)

#### Продюсер
- 1992 — Сердца трёх
- 1992 — Чёрный квадрат
- 1997 — Королева Марго
- 1997 — Графиня де Монсоро
- 2000 — Луной был полон сад
- 2000 — Что сказал покойник
- 2002 — Вовочка
- 2003 — Ниро Вульф и Арчи Гудвин
- 2003 — Пан или пропал
- 2003 ― Убить вечер
- 2004 — Новые приключения Ниро Вульфа и Арчи Гудвина
- 2004 — Кадеты
- 2006 — Из пламя и света
- 2006 — Похищение воробья (не был завершен)
- 2007 — Шекспиру и не снилось
- 2007 — Код апокалипсиса
- 2008 — Тормозной путь
- 2008 — Завещание ночи
- 2008 — Ночная смена (производство не завершено)
- 2011 — Пираньи
- 2011 — О нём
- 2012 — Однажды в Ростове
- 2013 — Доктор Смерть
- 2013 — Три мушкетёра[42]
- 2013 — 2021 — Горюнов
- 2014 — Чужое
- 2016 — Гастролёры
- 2016 — Куба
- 2018 — Динозавр

### Телеведущий
- 1990 — ведущий телепрограмм «Киносерпантин», «Знай наших», ЦТ
- 1994 — автор и ведущий программы «Кинозвезда», канал «Останкино», ТВ Центр
- 2006 — участник ТВ-шоу «Две звезды», ОРТ
- 2007 — «Ты — суперстар!» (НТВ)[43]
- 2008 — «Пожар в джунглях» (НТВ)
- 2009—2010 — «Легенды видео» (НТВ)[44][45]
- 2012 — «Еда без правил» (НТВ)[46]

### Стихи
Сергей Жигунов является автором текстов песен из музыкального альбома «Склонность к дождю» (1995) в исполнении Дмитрия Харатьяна (музыка — Андрей Горин):
- «Свобода выбора»
- «Обыкновенный клоун»
- «Городской романс»
- «Мистерия»
- «Супермен»
- «Склонность к дождю»
- «Река забвения»
- «Любовь углекопа»
- «Упал закат»
- «Белое безмолвие»
- «Старый паровоз»
- «В ожидании дождя»